# Kirche Lederhose

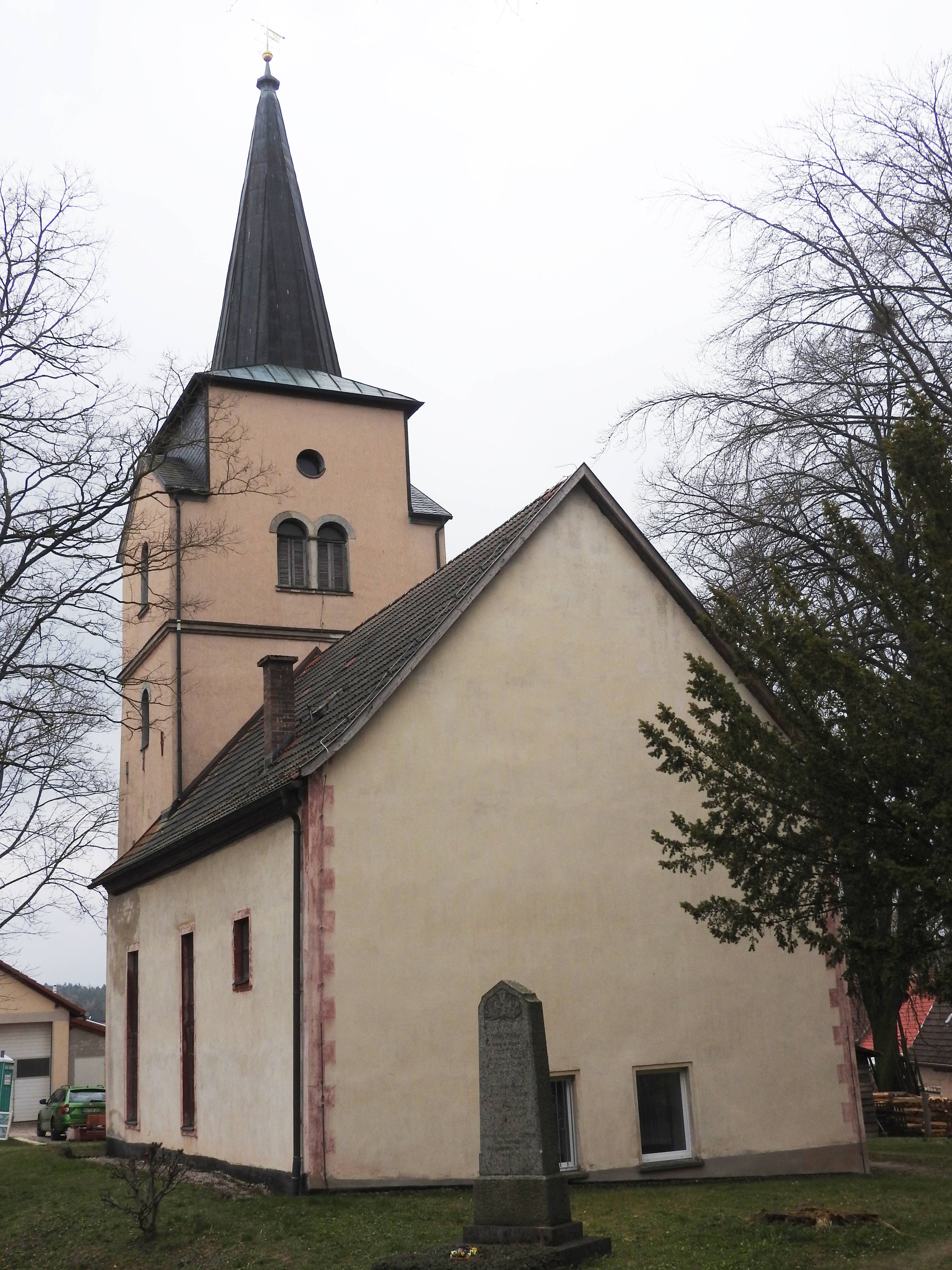
Kirche in Lederhose

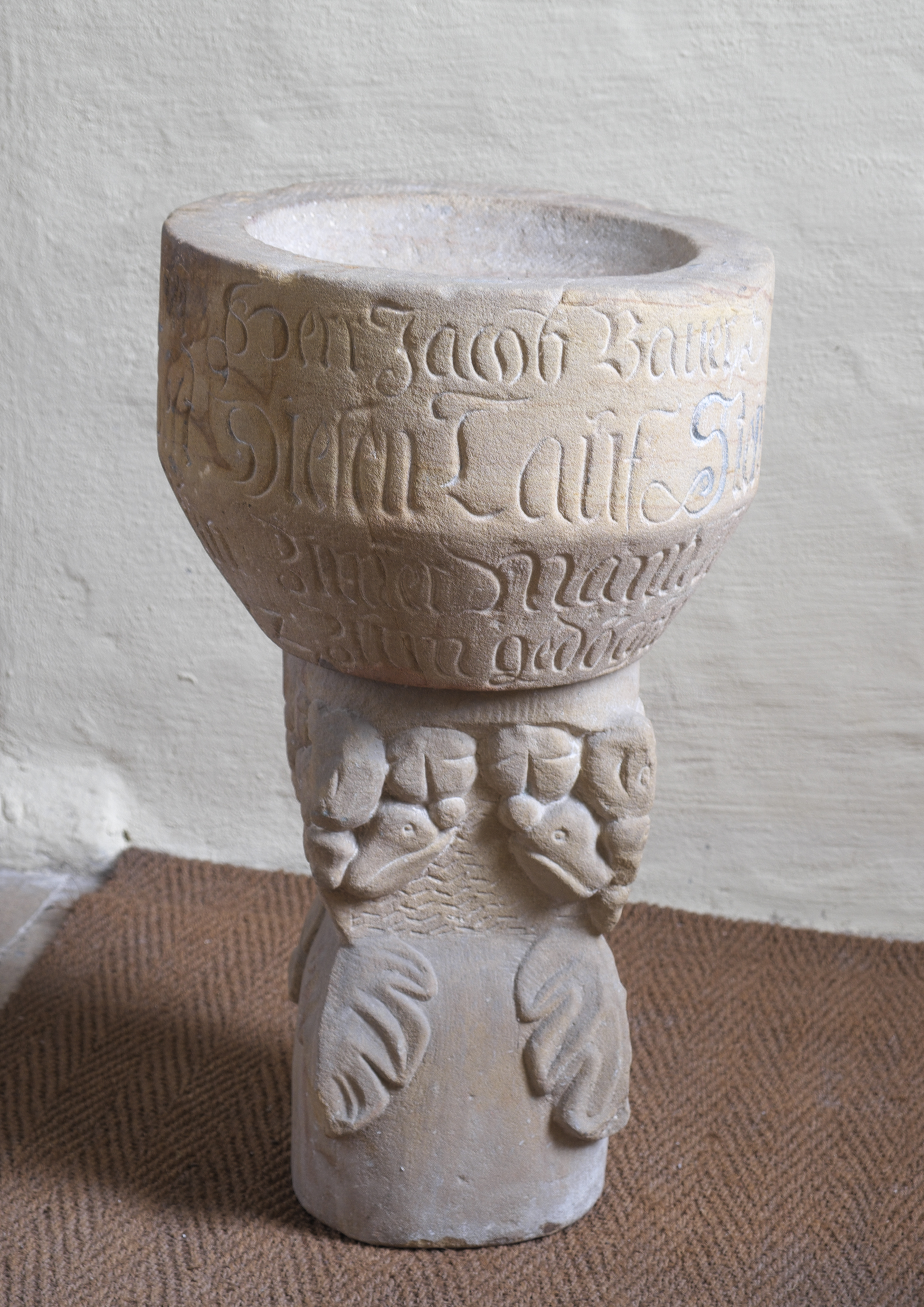
Taufbecken aus dem Jahr 1692

Die evangelisch-lutherische, denkmalgeschützte Kirche Lederhose steht in Lederhose, einer Gemeinde  im Landkreis Greiz von Thüringen.
Die Kirchengemeinde Lederhose gehört zur Pfarrei Münchenbernsdorf im Kirchenkreis Gera der Evangelischen Kirche in Mitteldeutschland.

## Beschreibung
Die Saalkirche ist in wesentlichen Teilen romanisch. Sie hat einen eingezogenen, querrechteckigen Chorturm. Die ursprünglich vorhandene Apsis im Osten wurde bei einem späteren Umbau entfernt. Der Turm wurde 1867 erhöht und bekam einen spitzen Helm. 
Bei der Instandsetzung 1968/69 wurde die alte Kirchenausstattung bis auf wenige Teile beseitigt. Das Langhaus ist mit einem Satteldach bedeckt. Im Westen wurde ein Raum für die Gemeinde abgetrennt. Darüber liegt die Empore für die Orgel. 
Ein dreiteiliges Altarretabel besteht aus fünf geschnitzten Statuen aus verschiedenen spätgotischen Altarretabeln. Das kelchförmige Taufbecken auf einem skulptierten Fuß stammt von 1682.

## Orgel
Die Orgel mit 10 Registern, verteilt auf 2 Manuale und Pedal, wurde 1879 von Adalbert Förtsch gebaut. Ihre Disposition wurde 1972 von Günter Bahr geändert.